# Teorías acerca de las relaciones personales de Alejandro Magno

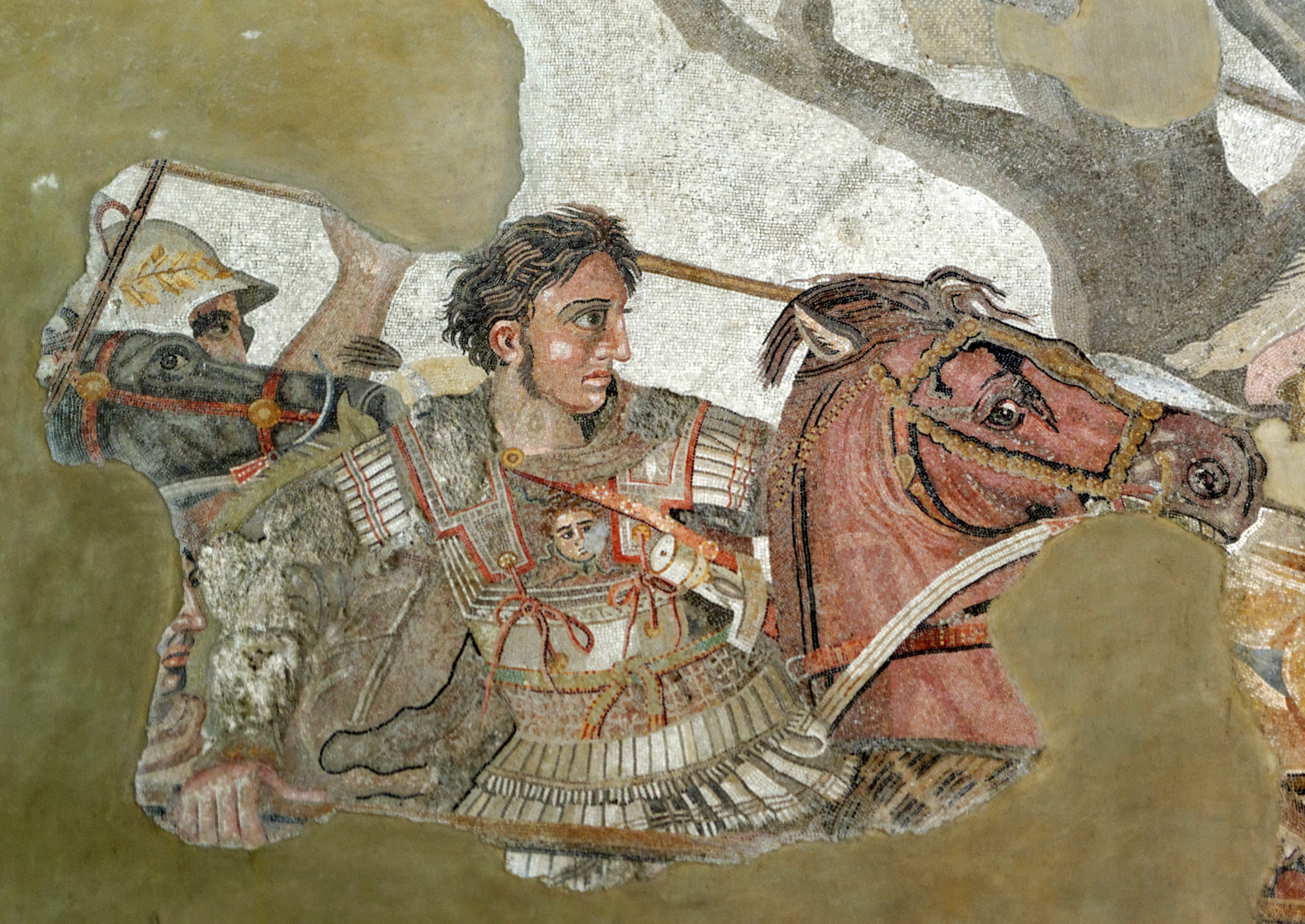
Alejandro Magno montado en su caballo Bucéfalo, detalle del mosaico de la batalla de Issos.

A lo largo de su corta vida, Alejandro Magno estuvo relacionado tanto con hombres como con mujeres. En cuanto a sus compañías masculinas, Alejandro permaneció siempre al lado de su fiel compañero Hefestión, hijo de un noble macedonio, Amíntor. Fue el mejor amigo de Alejandro, y uno de los dos hiparcos o lugartenientes de los hetairoi (siendo el otro Clito el Negro), cargo que ocupó hasta su muerte, que sumió a Alejandro en una profunda tristeza. También, mantuvo una estrecha relación con su eunuco Bagoas. En lo que respecta a su relación con mujeres, Alejandro se casó al menos tres veces, primero con la princesa Roxana, hija del sátrapa Oxiartes de Bactria, luego con la princesa Barsine-Estatira, hija del rey Darío III, y después con la princesa Parysatis, hija del rey Artajerjes III. También mantuvo varias relaciones con otras mujeres, tales como la princesa Barsine, hija del sátrapa Artabazo de Frigia, o la concubina Campaspe, su primer amor, algunas de las cuales no son confirmadas por la totalidad de las fuentes.
La naturaleza de estas relaciones hace que muchos historiadores cuestionen su sexualidad, posiblemente por no entender el entorno homoerótico de la época, calificando al general macedonio de homosexual (dado que las fuentes informan de su escaso interés por las mujeres, como veremos más adelante), bisexual o heterosexual (afirmando que sus relaciones con hombres eran solo resultado de la amistad).

## Opiniones de las fuentes clásicas
Durante su vida, Alejandro fue admirado por tratar con gentileza a todos sus amantes. Plutarco argumentaba que el amor de Alejandro hacia los hombres tenía un contexto ético, inspirado por las enseñanzas de su mentor, Aristóteles. Dio varios ejemplos de la personalidad de Alejandro con respecto a esto: «Filóxeno, que era su lugarteniente, le escribió una vez que cierto mercader tarentino, llamado Teodoro, tenía dos muchachos jóvenes para vender [como esclavos], de gran belleza, y le preguntaba si deseaba que se los comprase. Alejandro se indignó tanto ante la proposición que exclamó varias veces delante de sus amigos: “¿Qué depravación ha creído Filóxeno descubrir en mí para hacerme semejante propuesta?”, e inmediatamente le respondió, con muchas injurias, que mandase al mercader tarentino al diablo, y su mercancía con él. Del mismo modo arremetió con severidad contra un joven llamado Hagnón, que le había escrito que quería comprar un muchacho llamado Cróbulo, famoso en la ciudad de Corinto por su belleza».
Su moral sexual le hacía también ser continente con prisioneros de guerra: «Al ver Alejandro a las demás cautivas, que todas eran aventajadas en hermosura y gallardía, dijo por chiste: “¡Gran dolor de ojos son estas persas!” Con todo, oponiendo a la belleza de estas mujeres la honestidad de su moderación y continencia, pasaba por delante de ellas como por delante de imágenes sin alma de unas estatuas».
Las citas anteriores muestran que los pensamientos de Alejandro armonizaban con los que su maestro Aristóteles le inculcó. Este consideraba que las relaciones basadas únicamente en el placer carnal eran vergonzosas.

## Principales relaciones
Los historiadores contemporáneos suelen especular con frecuencia sobre las distintas relaciones amorosas de Alejandro Magno, pero ya que las fuentes originales se han perdido, es difícil distinguir hechos de falacias. Diodoro Sículo escribe: «Entonces se puso la diadema persa y se vistió con la túnica blanca y la faja persa, con todas las demás vestiduras excepto los pantalones y las mangas largas. Facilitó a sus compañeros unos mantos de borde púrpura y vistió a los caballos con riendas persas. Además de todo esto, añadió concubinas a su séquito como ya hiciera Darío, cuyo número no era menor que los días del año y sobresalían en belleza ya que fueron seleccionadas entre todas las mujeres asiáticas. Cada noche desfilaban ante el lecho del rey para que este eligiera a aquella con la que quería pasar la noche. Alejandro, como era de prever, echó mano de estas costumbres bastante poco y mantuvo casi siempre la rutina acostumbrada, ya que no quería ofender a los macedonios».
Curcio señala que Alejandro «despreciaba los placeres sensuales en tal grado que su madre estaba ansiosa por temor de que este no le dejase descendencia». Para animarle a relacionarse con mujeres, se dice que sus padres, Filipo y Olimpia, le trajeron a una cara cortesana tesalia llamada Calixena.
No existen pruebas de que Alejandro buscara intimidad con las mujeres más allá del matrimonio, aunque sí se casó tres veces: con Roxana de Bactria, Barsine-Estatira (escrita así para diferenciarla de su madre Estatira) y Parysatis, hija de Artajerjes III Oco. Tuvo al menos un hijo, Alejandro IV de Macedonia, dado a luz por Roxana tras la muerte de su padre en el 323 a. C. Se especula que Barsine-Estatira pudo haber estado embarazada cuando él murió; y esta posiblemente fue la causa de que Roxana la asesinara. También se dice que Alejandro pudo haber tenido otro hijo, Heracles, de su supuesta concubina Barsine (hija del sátrapa Artabazo de Frigia) en el 327 a. C. La contraargumentación de esta teoría realizada por Mary Renault merece ser citada:

No existe ni un testimonio de que esa mujer lo acompañara en la marcha, ni una sola reivindicación por su parte —o por la de su poderosa familia— de haberle dado hijos. Sin embargo, doce años después de la muerte de Alejandro apareció un muchacho de diecisiete —nacido, por lo tanto, cinco años después de la toma de Damasco—, presunto hijo de ella, «criado en Pérgamo»; fue un peón demandante y efímero durante las guerras de sucesión, elegido probablemente por su parecido físico con Alejandro. El hecho de que se casara con otra Barsine debió de servirles a los dos para lanzar y sustentar la historia —ninguna fuente dice que tuviera en cuenta a un niño que, siendo póstumo el de Roxana, debió de ser en vida su único hijo, habido con una madre casi real. Esto resulta poco creíble en un hombre que bautizó ciudades con los nombres de su caballo y de su perro.
Mary Renault, Alejandro Magno pág. 110

### Hefestión

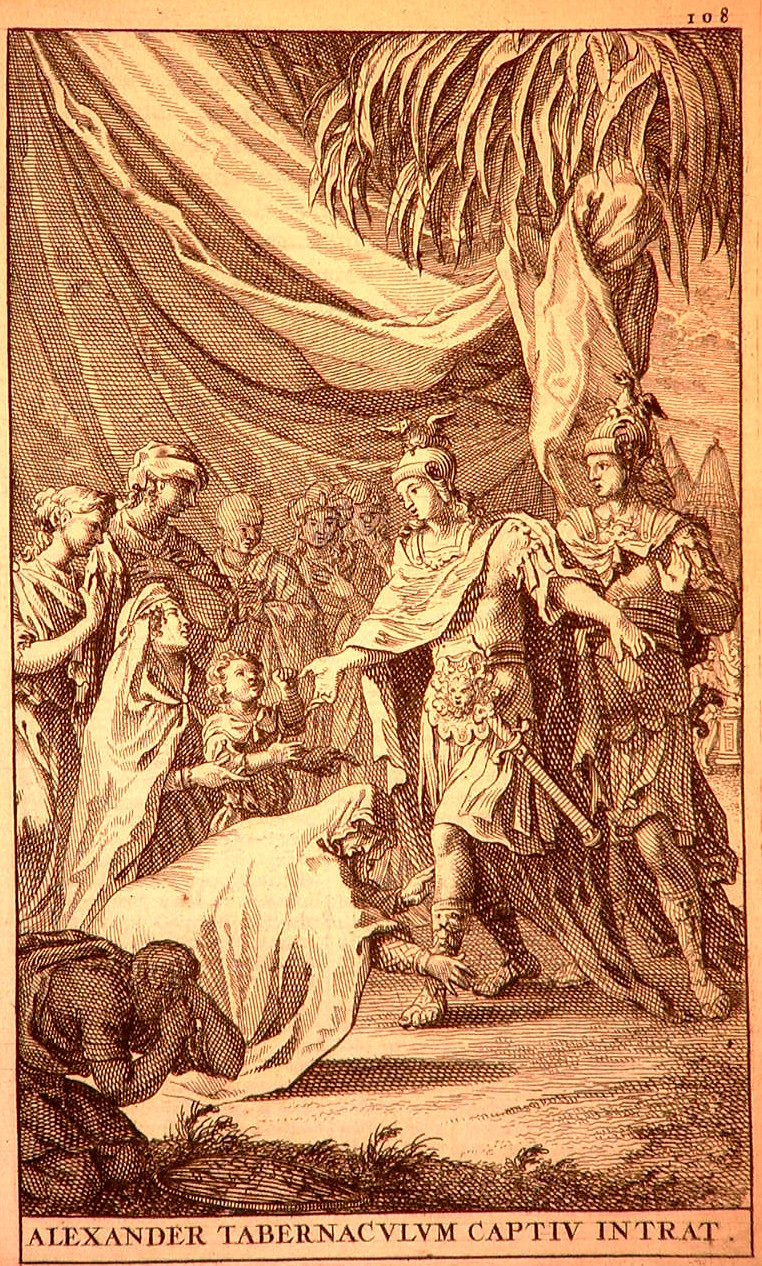
Sisigambis confunde a Alejandro y Hefestión; ilustración del año 1696.

El apego emocional más fuerte que tuvo Alejandro fue con su compañero, comandante de la caballería (hipparchos) y amigo de la infancia, Hefestión. Estudió con Alejandro, así como otros muchos niños de la aristocracia macedonia, bajo la tutela de Aristóteles. Hefestión aparece en las fuentes en el momento en que Alejandro llegó a Troya. Allí los dos amigos hicieron sacrificios en los altares de los héroes Aquiles y Patroclo; Alejandro honró a Aquiles y Hefestión hizo lo propio con Patroclo. Ambos incluso llegaron a identificarse con los personajes de la Ilíada de Homero. Claudio Eliano dice que Hefestión «creyó en su fuero interno que era el erómeno (amante) de Alejandro, así como Patroclo lo era de Aquiles».
Ningún historiador contemporáneo afirma tajantemente que Alejandro y Hefestión fueran amantes. Paul Cartledge escribe que «no está claro que la relación de Alejandro con el algo más mayor Hefestión fuera de esa clase de la que nadie se atrevía a hablar, pero con casi toda seguridad así era. Las costumbres grecomacedonias habrían favorecido una vida sexual activa en vez de reprimirla o censurarla». Robin Lane Fox dice que «en su juventud, Hefestión fue su gran amigo, y seguramente el elemento sexual (que en las ciudades-estado griegas era frecuente entre hombres jóvenes, o entre un hombre mayor y un adolescente) ya se desarrolló por aquel entonces». Alejandro y Hefestión mantuvieron, según las palabras de Fox, «una amistad excepcionalmente cercana y profunda» hasta la muerte de Hefestión, por la que Alejandro lloró desconsoladamente y mantuvo un ayuno de varios días. Alejandro preparó un espectacular funeral a su gran amigo en Babilonia, y le mandó una nota al Templo de Amón en Siwa, que previamente le reconoció como un dios, pidiendo honores divinos para Hefestión. Los sacerdotes se negaron, pero le ofrecieron en su lugar el estatus de héroe divino. Alejandro murió poco después de recibir esta carta; Mary Renault sugiere que su dolor por la muerte de Hefestión le condujo a ser más descuidado con su salud.

### Roxana
Los historiadores antiguos, así como los actuales, han escrito mucho sobre el matrimonio de Alejandro con Roxana. Robin Lane Fox nos cuenta: «Se dice que Roxana era considerada por sus contemporáneos como la mujer más bella de toda Asia. Sin duda alguna se merecía el nombre persa de Roshanak, que significa ‘estrellita’ (o quizá también provenga de rokhshana o roshna que significa ‘luz’ y ‘que ilumina’). El matrimonio de Alejandro con la hija de un noble local suena a estrategia política, pero las fuentes nos indican que el macedonio, a los 28 años, perdió su corazón por ella. Se preparó una boda para ambos en lo alto de una de las rocas sogdianas. Alejandro y su novia compartieron un trozo de pan, una costumbre que aún se conserva en el Turquestán. De forma curiosa, Alejandro cortó el pan con su espada.» Ulrich Wilcken escribe que «el premio más justo que le correspondió era Roxana, la hija de Oxiartes, en plena juventud y según dijeron los compañeros de Alejandro, aparte de Estatira, la esposa de Darío, era la mujer más hermosa que habían visto en Asia. Alejandro se enamoró apasionadamente de ella y estaba convencido de elevarla a la posición de reina consorte».
Roxana acompañó a Alejandro hasta la India y le dio un hijo llamado como su padre, Alejandro IV, seis meses después de la muerte del Magno.

### Bagoas
Las fuentes clásicas nos hablan de otro de sus favoritos, Bagoas, un eunuco o castrado de excepcional belleza y en plena flor de la juventud, que anteriormente perteneció a la corte de Darío III y después pasó a manos del rey macedonio. Plutarco recuerda un episodio (también mencionado por Dicearco) que ocurrió durante la celebración de una fiesta cuando el ejército regresaba de la India. Los hombres de Alejandro le pidieron que besara al bello adolescente: «Bagoas se sentó a su lado, lo que visto por los macedonios, aplaudieron y gritaron sin cesar que lo besase, hasta tanto que abrazándole le dio un beso.»
El historiador contemporáneo Robin Lane Fox dice que tanto pruebas directas como indirectas sugieren un «elemento sexual, esta vez de puro deseo físico» entre los dos, pero comenta que existen dudas sobre si esa pasión llegó a consumarse: «rumores posteriores asumieron que Bagoas fue el amante de Alejandro. Esto no es del todo seguro». Sin embargo Mary Renault, autora de El muchacho persa, una novela acerca de la relación entre Alejandro y Bagoas, nos habla del eunuco en su biografía de Alejandro Magno: «Para los macedonios, conscientes de su raza, Bagoas era una modesta excentricidad de Alejandro y cuanto menos se hablara de ello, mejor (...) Sensibilidad, respeto hacia uno mismo, encanto sin servilismo y, por si fuera poco, belleza; no es extraño que, al menos una vez, se satisficieran las exigencias sexuales de Alejandro». En esta versión, y al contrario que su compañero Fox, Renault señala claramente el aspecto sexual en la relación que ambos mantuvieron. Pero fuera cual fuese la relación de Alejandro con su cortesano, eso no impidió que siguiera manteniendo relaciones con Roxana: seis meses después de la muerte de Alejandro, Roxana dio a luz a su hijo y heredero, Alejandro IV.
A las fuentes que sugieren que el amor de Alejandro por Hefestión y Bagoas era sexual se les achaca que son falsas por estar escritas siglos después. Por otro lado, como veremos más adelante, la mayoría de la información detallada que poseemos sobre Alejandro proviene de estos textos de época tardía. Debe aclararse que el concepto de homosexualidad como se entiende hoy en día no existía en la antigüedad grecorromana. La vida amorosa de Alejandro fue transgresora no por querer a bellos jovencitos sino por el duradero amor que mantuvo con un hombre de su misma edad.

### Barsine
Barsine era una noble persa, hija de Artabazo II, y esposa de Memnón de Rodas. Tras la muerte de Memnón, varios historiadores antiguos nos cuentan que tuvo un romance con Alejandro. Plutarco escribe: «Alejandro, teniendo, según parece, por más digno de un rey el dominarse a sí mismo que vencer a los enemigos, ni tocó a estas [mujeres del harén] ni antes de casarse conoció a ninguna otra mujer, fuera de Barsine, la cual, habiendo quedado viuda por la muerte de Memnón, había sido cautivada en Damasco. Había recibido una educación griega, y siendo de índole suave e hija de Artabazo, tenida en hija del rey, fue conocida por Alejandro a instigación, según dice Aristóbulo, de Parmenio, que le propuso acercarse a una mujer bella que unía a la belleza el ser de esclarecido linaje». A lo que Marco Juniano Justino añade: «Cuando contempló la riqueza y ostentación de Darío, se quedó arrobado admirando tanta magnificencia. Así fue como empezó a acudir a lujuriosos y espléndidos banquetes, y se enamoró de su cautiva Barsine por su belleza, y esta posteriormente le dio un hijo al que llamó Heracles».
Esta historia puede ser cierta, pero de serlo, haría surgir muchas y difíciles preguntas. El chico habría sido el único hijo de Alejandro que este pudo conocer, ya que el de Roxana fue póstumo. Incluso si Alejandro lo repudiara como bastardo, lo que es bastante improbable, el ejército macedonio y sus sucesores habrían sabido de él con toda seguridad, y le habrían incluido en las luchas por la sucesión que siguieron a la muerte de Alejandro. Pero solo llegamos a saber de este muchacho doce años después de la muerte de su supuesto padre, cuando se proclamó uno de los posibles herederos del trono. Interpretó un pequeño papel en las guerras de sucesión, y después desapareció. Parece bastante probable que el romance con Barsine fuese inventado por los que apoyaban al chico, para así poder validar su linaje.

### Estatira

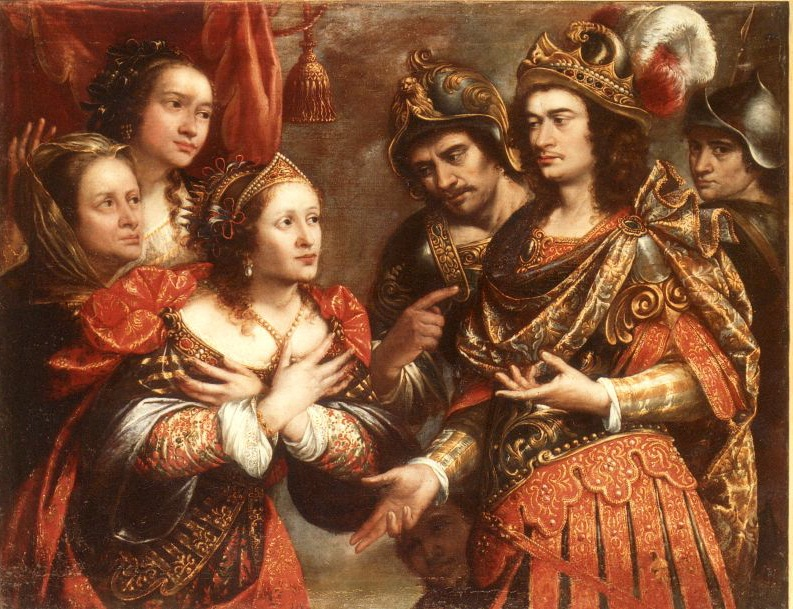
Momento que Estatira aparece postrándose ante Alejandro Magno. Familia de Darío ante Alejandro Magno, obra de Justus Sustermans y conservada en la Biblioteca Museo Víctor Balaguer

De Estatira o Barsine-Estatira (ya que fue llamada Barsine por Arriano) se sabe aún menos que de las demás amantes de Alejandro. Siendo hija de Darío III Codomano, seguramente Alejandro la tomó como esposa por motivos políticos, aunque ya que la belleza de Estatira era conocida por todos sus contemporáneos, quizá debamos cuestionar este razonamiento. A diferencia de Roxana, Estatira no acompañó a Alejandro en sus expediciones, permaneciendo en el harén de Susa con su abuela Sisigambis. No pareció, por tanto, haber tenido una estrecha relación con el rey macedonio. Tras la muerte de Alejandro, Roxana se deshizo de ella al enterarse de su posible embarazo, eliminando así un posible heredero al trono que la desbancara de su posición actual como reina consorte. Así es como narra Plutarco el final de la hija de Darío: «Quedó Roxana encinta, por lo que los macedonios la trataban con el mayor horror; y ella, como se hallase envidiosa de Estatira, la engañó por medio de una carta fingida, con el objeto de hacerla venir; cuando hubo llegado le quitó la vida, y también a la hermana, y los cadáveres los arrojó a un pozo y después lo cegó».

### Campaspe
Campaspe, también conocida como Pancaste, pudo haber sido la amante de Alejandro, y si así fuera, la primera mujer con la que Alejandro intimó. Se creía que era una ciudadana acomodada de Larisa, en Tesalia; Claudio Eliano supuso que fue ella quien inició a Alejandro en el sexo.
Una historia nos cuenta que Campaspe fue pintada por Apeles, quien en la Antigüedad tenía la reputación de ser el más grande de los pintores. Alejandro, al ver la belleza del retrato de su amante desnuda, descubrió que el artista apreciaba y amaba a Campaspe más que él. Así que Alejandro se quedó con el retrato pero permitió que Apeles se quedara con Campaspe. El historiador contemporáneo Robin Lane Fox dice: «así que Alejandro entregó a Campaspe como regalo, el regalo más generoso de cualquier patrón y uno que permanecería como modelo de patrones y pintores hasta el Renacimiento».
La anécdota es memorable, pero pudo haber sido inventada: Campaspe no aparece en las cinco principales fuentes que narran la vida de Alejandro. Robin Lane Fox sitúa la leyenda en tiempos posteriores, ya que fue recogida por Plinio el Viejo, Luciano de Samosata y la Varia Historia de Claudio Eliano.
El nombre de Campaspe fue posteriormente utilizado en la poesía como sinónimo de ‘amante’.